# Ленка Пихликова
Ленка Пихликова Бурке (енгл. Lenka Pichlíková-Burke; Праг, 28. јул 1954) америчка је глумица чешког порекла, седма генерација у породици која се бави јавним наступом још од 18. века. Њен пра-ујак је био познати глумац, Ладислав Пешек. Током живота у Чехословачкој, Ленка је наступала у многим позориштима, играла у 12 филмова и створила око 40 телевизијских улога, достижући ранг Напредног мастер уметника. Поред наративних наступања, професионално се бавила и класичном пантомимом. Од осамдесетих година 20. века, стално борави у САД. Тамо више од 25 година наступа подједнако у наративним и пантомимичким улогама. Од 1988. године чланица је Удружења глумачке правичности, заједнице која заступа професионалне глумце. Током 2006. године је именована за Најбољу пантомимичарку округа Ферфилд, Конектикат. Предаје Извођење уметности, Драмску књижевност и Уметност културе, а уз то и преводи представе.

## Биографија

### Период у Чехословачкој
Током 1977. године, Ленке Пихликова је завршила своје студије при Академији сценских уметности у Прагу. Била је чланица позоришне трупе Јирија Волкера у Прагу, са којом је наступала од своје девете године. Затим је наступала у Позоришту Балустраде, Драмском клубу и позоришту Виноград у Прагу, и као гостујући извођач у Народном позоришту у Прагу. Међу њеним улогама током овог периода истичу се Патруњела у Дундо Мароје Марина Држића, две улоге у Игра инсеката Карела и Јосефа Чапека , затим Бјанка у Шекспировом делу Укроћена горопад и многе друге.
Током своје каријере у Чехословачкој, Ленка Пихликова је створила преко 40 телевизијских улога и наступала је у 12 чешких и европских филмова. Најуспешнији је био The Trumpet's Song, у режији Лудвика Раже, где је играла главну улогу. Иако првенствено снимљен за чехословачку публику, овај филм је освојио прву награду Златне нимфе на телевизијском фестивалу у Монте Карлу. За немачку телевизију, појавила се у ТВ серији у режији Франца Петера Вирта, Комад раја (Ein Stück Himmel), која се бави искуствима Јанине Давидович у Варшавском гету.

### Период у Америци
Од доласка у Сједињене Државе 1982. године, Ленка Пихликова је подједнако наступала у универзитетским и професионалним позориштима, укључујући представе које је акредитовало Удружења глумачке правичности. Неке од њених улога су: Маша у Чеховљевом Галебу (Вест Театар, Форт Ворт, Тексас), Јелена у Ујка Вањи, Хилда у Ибсеновом Врховном градитељу (Универзитетско позориште, Ричардсон, Тексас), Офелија у Милеровој Хамлетмашини (Њујорк) и Тамара Сакс у делу Роналда Харвуда Taking Sides Стамфорд Театар, Конектикат).
Након тога, Ленка Пихликова је студирала са Марселом Марсом у Сједињеним Државама и наступала као пантомимичар у Мексику, Француској, Тексасу, Њујорку и Конектикату. Била је члан позоришне трупе Та Фантастика, од 1982. до 1984. године. Током 1987. године наступала је као водећи приповедач и пантомимичар у делу Магична игра, насталом у Мексику и наступала на југозападу Сједињених Држава. Она је такође створила карактерну плесну улогу, Војвоткињу, у оригиналном балету, Алиса у земљи чуда, Лаури Гаге. Њена мимодрама, Медеја и њен пантомимичарски перформанс, Седам смртних грехова и једна врлина (који је инспирисан барокним статуама у историјској бањи Кукс, Чешка) представљени су у неколико држава. Медеја, за коју је написала, режирала и играла главну улогу, представљена је на Међународном фестивалу уметности и идеја у Конектикату 2001. године. Током 2006. године је написала и изводила соло драму Три вернице, на основу живота Хилдегарде Бингенске, краљице Софије Баварске (заштитнице црквеног реформатора Јана Хуса) и Катарине фон Боре Лутер (супруге и сараднице Мартина Лутера). Године 2006, она је проглашена за најбољег пантомимичара округа Ферфилд, Конектикат. Током 2014. године је у изводила свој превод представу Ане Ходкове, Гертруда, која је соло представа о краљици Гертруди из Шекспировог Хамлета. Ленка Пихликова је тренутно посвећена својим соло представама, мимодрами, школским перформансама, као и глуми у независним филмовима, образовању режирању и обуци глумаца.
- Ленка Пихликова као Маша у Чеховљевом Галебу.
- Ленка Пихликова (у средини) као Тамара Сакс у Taking Sides, 1999.
- Ленка Пихликова и Патрик Мекласки у мимодрами Медеја, 2000.
- Ленка Пихликова као Похлепа у представи Седам смртних грехова и једна врлина 2002.

## Филмографија
- Zvonění na zvonky (чешка ТВ серија, 1976), режија: Павел Краус, главна улога.
- Mozartovské miniatury (чешка ТВ серија, 1976), режија: Ана Прохазкова, улога: ћерке Пахтових.
- Povídky Svatopluka Čecha (чешка ТВ серија, 1976), режија: Ана Прохазкова, улога: Каролинка, Антонија.
- Setkání v červenci (чешки, 1978), режија: Карел Кахиња, улога: студенткиња.
- O statečné princezně Janě (чешка ТВ серија, 1978), режија: Власта Јанечкова.
- Silvestr svobodného pána (чешка ТВ серија, 1979), режија: Јиржи Крејчик.
- Chvíle pro píseň trubky (чешка ТВ серија, 1979), режија: Лудвик Ража, добитник Златне нимфе на медијском фестивалу у Монте Карлу (1981), главна улога.
- Das unsichtbare Visier (ТВ серијал Немачког државног филмског студија, 1979), режија: Петер Хаген, улога: Георгија Лојтвилер.
- Die Schmuggler von Rajgrod (Немачки државни филмски студио, 1979), режија: Конрад Пецолд, улога: Лина Дреслер.
- Temné slunce (чешки, 1980), режија: Отакар Вавра, улога: Анчи.
- A nebojíš se princezničko? (чешка ТВ серија, 1980), режија: Милош Бобек.
- Budu ti psát (чешка ТВ серија, 1980), режија: Јиржи Адамец, улога: Ирена.
- Trhák (чешки, 1980), режија: Зденек Подскалски.
- Narozeniny (чешки, 1981), режија: Виктор Полесни.
- Počítání oveček (чешка ТВ серија, 1981), режија: Карел Кахиња.
- Tajemství hradu v Karpatech (чешки, 1981), режија: Олдрих Липски.
- Pozor, vizita! (чешки, 1981), режија: Карел Кахиња, улога: Маничка.
- Čarbanice (словачки, 1981), режија: Ева Штефанковичова, улога: мајка.
- Ein Stück Himmel (Немачки државни филмски студио, ТВ серија, 1982), режија:Франц Петер Вирт.